# Lời nguyền của dòng sông
Lời nguyền của dòng sông là một bộ phim điện ảnh truyền hình được thực hiện bởi Trung tâm Phim truyền hình Việt Nam, Đài Truyền hình Việt Nam do Khải Hưng làm biên kịch, đạo diễn. Phim được chuyển thể từ truyện ngắn Mùa hoa cải bên sông của nhà văn Nguyễn Quang Thiều. Phim sản xuất và phát sóng lần đầu vào năm 1992.
Tại thời điểm ra mắt, Lời nguyền của dòng sông là phim truyện truyền hình Việt Nam đầu tiên đoạt giải tại một liên hoan phim quốc tế, đồng thời thu hút sự chú ý về loại hình làm phim truyện trên chất liệu băng từ. Vai diễn của Trịnh Thịnh trong phim sau này đã được coi là "vai diễn để đời" của ông.

## Nội dung
Lấy bối cảnh ở một miền quê Bắc Bộ, Lời nguyền của dòng sông xoay quanh Ông Lư (Trịnh Thịnh) – chủ một chiếc thuyền ở sông có cuộc đời đầy bất hạnh. Những năm trước, ông mất vợ do một dịch bệnh, để lại cho ông hai người con trai và một con gái. Ông đưa vợ lên bờ xin chôn cất nhưng bị phía dòng họ Nguyễn – những người nắm quyền cai quản trên bờ xua đuổi. Sau cùng, ông chôn vợ dưới lòng sông và đưa ra lời thề rằng tất cả những người trong gia đình ông không ai được lên bờ, và họ sẽ sống hết cuộc đời trên sông...

## Diễn viên
- NSND Trịnh Thịnh trong vai Ông Lư[5][10]
- NSƯT Quốc Trọng trong vai Thiều[11]
- Thanh Nga trong vai Sóng[12]
- Minh Quốc trong vai Cảnh[13]

Và một số diễn viên khác...

## Ca khúc trong phim
Bài hát trong phim là ca khúc "Lời nguyền" do Vũ Thảo sáng tác và Trọng Thủy thể hiện.

## Sản xuất
Ý tưởng bộ phim xuất hiện trong một lần đồng nghiệp Khải Hưng kể lại nội dung truyện ngắn "Mùa hoa cải bên sông", của tác giả Nguyễn Quang Thiều, mà người này vừa nghe trong chương trình chuyện kể đêm khuya của Đài Tiếng nói Việt Nam. Ngay đêm hôm đó, ông đã bắt tay vào chuyển thể kịch bản truyện dù chỉ lõm bõm nhớ tên các nhân vật. Khải Hưng cho biết lý do thực hiện bộ phim này là vì nhớ trong một nghị quyết Đại hội Đảng có nhắc đến hai chữ "hội nhập" cùng "tinh thần đoàn kết dân tộc", và ông nhận thấy truyện "toát lên cái tứ ấy".
Theo đạo diễn, ông muốn đặt câu chuyện vào thời quá khứ, mang tính cổ trang với nhân vật chính là ông lão chài thay vì khai thác mối tình của "một anh bộ đội với một cô gái sống ở dưới thuyền" như trong truyện. Việc tìm bối cảnh cho phim mất khá nhiều thời gian vì khó khăn trong việc tìm bối cảnh mang tính cổ trang. Quá trình dựng và làm phim thời điểm đó còn thô sơ do thiếu thốn trong kỹ thuật sản xuất. Phim sau đó được chọn quay tại một khúc sông nhỏ của sông Cầu bắc qua làng Thổ Hà, tỉnh Bắc Ninh. Phần kỹ xảo thực hiện bởi quay phim Bùi Huy Thuần; đây là bộ phim truyện truyền hình Việt Nam đầu tiên có sử dụng các kỹ xảo trong phim.

## Đón nhận
Tại thời điểm ra mắt, Lời nguyền của dòng sông đã nhanh chóng thu hút sự chú ý từ giới chuyên môn và những người trong nghề vì cốt truyện phim ám ảnh, cách quay phim độc đáo cùng lối kể chuyện khác lạ. Bộ phim cũng sở hữu "mô-típ kinh điển "bước qua lời nguyền"". Vai diễn Ông Lư của Trịnh Thịnh trong phim sau này đã được đánh giá là "vai diễn để đời" của ông. Tác phẩm còn giúp tên tuổi của Khải Hưng được nhiều người biết đến khi được chọn để tham dự Liên hoan phim truyền hình quốc tế Brussels và đoạt giải Vàng tại hạng mục Phim xuất sắc năm 1993, thành công gây sự chú ý về loại hình phim truyện trên chất liệu băng từ.
Năm 2007, bộ phim cùng với hai tác phẩm khác của Khải Hưng là Mẹ chồng tôi và Không còn gì để nói đã đem về cho ông Giải thưởng Nhà nước đợt II về Văn học Nghệ thuật.

## Giải thưởng
| Năm  | Giải thưởng                                 | Hạng mục      | (Người) đề cử | Kết quả   | Tham khảo           |
| ---- | ------------------------------------------- | ------------- | ------------- | --------- | ------------------- |
| 1993 | Liên hoan phim truyền hình quốc tế Brussels | Phim xuất sắc | —             | Giải vàng | [ 9 ] [ 15 ] [ 22 ] |